# MBM Formel 1

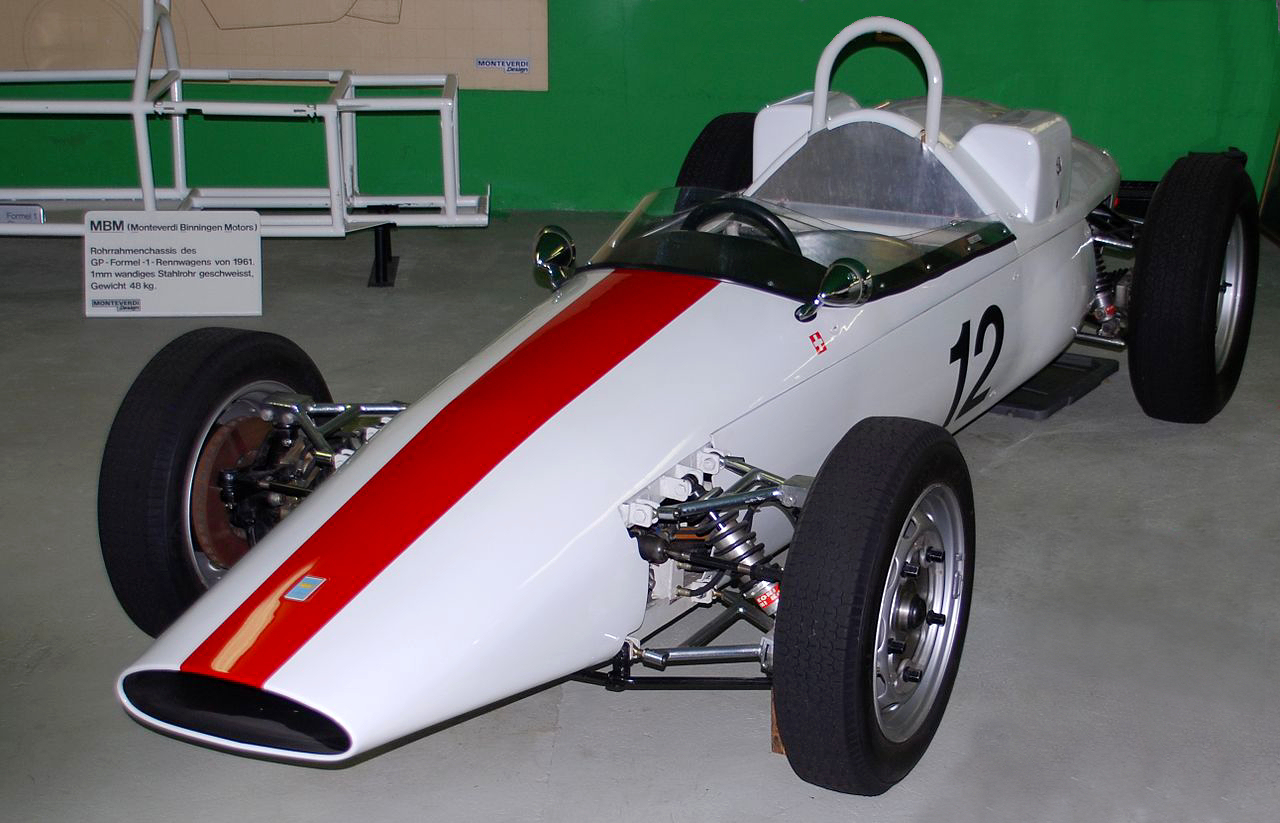
Nachbau des MBM Formel 1 im Museum

Der MBM Formel 1 war der erste in der Schweiz konstruierte und gebaute Formel-1-Rennwagen. Hersteller war das Binninger Unternehmen MBM Automobile, das dem Rennfahrer Peter Monteverdi gehörte. Monteverdi fuhr den Wagen 1961 bei mehreren Formel-1-Rennen, die jeweils nicht zur Weltmeisterschaft zählten. Nach einem schweren Unfall liess er das Wrack des Fahrzeuges wenige Monate nach seiner ersten Präsentation im Fundament seines Firmengebäudes einbetonieren.

## Hintergrund
Peter Monteverdi betrieb in Binningen im Kanton Basel-Landschaft ein Unternehmen, das sich in den 1950er Jahren von einer Reparaturwerkstatt für Lastwagen zu einem erfolgreichen Automobilhandel entwickelt hatte. Monteverdi war seit 1957 Konzessionär für Ferrari und übernahm später auch Vertretungen für Lancia, Bentley, Jensen und BMW. In seiner Freizeit fuhr er regelmässig Automobilrennen, zumeist in der Formel Junior und bei Bergrennen. Dabei setzte er ab 1960 selbst konstruierte Fahrzeuge ein, die er unter dem Markennamen MBM („Monteverdi Basel Motors“) präsentierte und zum Kauf anbot. Bis 1961 entstanden vier verschiedene Formel-Junior-Modelle (Typ A, B, C und D), von denen die ersten drei mit Zweitaktmotoren von DKW ausgestattet waren. Das letzte Modell, das eine Weiterentwicklung des Typs C war, hatte einen Viertaktmotor vom Ford Anglia. Auf der Basis dieses Fahrzeugs entwickelte Monteverdi 1961 einen Rennwagen nach dem Reglement der Formel 1.
Ab 1967 leitete Peter Monteverdi das Unternehmen Automobile Monteverdi, das eineinhalb Jahrzehnte lang leistungsstarke Strassensportwagen wie den High Speed 375 und den Hai 450 im Programm führte. 1990 kehrte Peter Monteverdi schliesslich kurzzeitig in die Formel 1 zurück, nachdem er den britischen Rennstall Onyx Racing übernommen hatte.

## Nomenklatur
Anders als die zuvor konstruierten Formel-Junior-Wagen, erhielt das für die Formel 1 bestimmte Auto von MBM keine individualisierte Modell- oder Typenbezeichnung. In der Werkschronik der Marke Monteverdi wird es durchgängig als „MBM Formel 1“ bezeichnet. In unabhängigen Statistiken wird zumeist nur die Markenbezeichnung ohne den Zusatz „Formel 1“ verwendet.

## Konstruktion
Der MBM Formel 1 war eine vergrösserte Version des für die Formel Junior gebauten Typs D. Der Gitterrohrrahmen hatte eine ähnliche Architektur, allerdings verwendete MBM Stahlrohre von grösserem Durchmesser. Ein Teil des Rahmens war demontierbar, um einen Motorwechsel zu erleichtern. Der Radstand war im Vergleich zum Typ D um 10 cm länger, die vordere und hintere Spurweite war gleich geblieben. Auch die Radaufhängung des Formel-1-Autos war mit der des Formel-Junior-Typs D identisch. Vorne und hinten verwendete MBM Dreiecksquerlenker in ungleicher Länge. Die Zahnstangenlenkung wurde von der Familienlimousine Renault Dauphine übernommen. Vorne verzögerten Scheibenbremsen von Dunlop, hinten Trommelbremsen von Porsche.
Als Antrieb diente ein Vierzylinder-Boxermotor aus dem Porsche 718 (RSK) mit 1,5 Litern Hubraum. Er war nicht identisch mit dem Motor, den Porsche bei seinem eigenen Formel-1-Programm im 787 verwendete. Da Porsche die Lieferung eines Motors verweigert hatte, kaufte Monteverdi ein vollständiges Auto, entnahm den Motor und installierte ihn in seinem eigenen Fahrzeug. Die Gemischaufbereitung erfolgte über zwei Fallstrom-Doppelvergaser von Weber; die Motorleistung gab MBM mit etwa 110 PS an. Damit war der Motor wesentlich schwächer als die speziell auf die Formel 1 zugeschnittenen Motoren der etablierten Teams. Der Porsche-Werksmotor leistete 1962 etwa 185 PS, der Achtzylinder von B.R.M. sogar 195 PS. Peter Monteverdi behauptete später, Porsche habe im Verlauf des Spätsommers 1961 das 708-Triebwerk des MBM werksseitig getunt, was zu einer Leistungserhöhung auf 150 PS geführt habe.
Die Karosserie des MBM bestand aus Aluminium. Für den Fall einer Serienproduktion erwog Peter Monteverdi, den Aufbau durch eine Kunststoffkonstruktion zu ersetzen; sie wurde allerdings nicht realisiert. Wer die Aluminiumteile herstellte, ist unklar. Es gibt Hinweise darauf, dass sie in der noch heute existierenden Basler Automobilwerkstatt Peter Häner gefertigt wurden, die auch die Aluminiumaufbauten für andere MBM-Fahrzeuge lieferte.

## Produktion
Der MBM Formel 1 wurde im Juni 1961 fertiggestellt. Er blieb ein Einzelstück.

## Renneinsätze
Der MBM Formel 1 wurde an den Schweizer Rennstall Écurie HOBA geliefert, der anteilig Peter Monteverdi gehörte. Kurz nach Fertigstellung des Autos unternahm Monteverdi einen ersten Funktionstest auf dem Autodromo Nazionale Monza. Nach eigenen Angaben erreichte er dabei „rekordnahe Rundenzeiten“.
Der erste Renneinsatz des MBM Formel 1 erfolgte im Juli 1961 beim Grossen Preis der Solitude nahe Stuttgart. In diesem Jahr waren erstmals Formel-1-Autos zu dem Rennen zugelassen; es war allerdings kein Lauf der Formel-1-Weltmeisterschaft. Für den MBM sind keine Qualifikationszeiten dokumentiert; Monteverdi wurde „ohne Zeit“ („no time“) für den letzten Startplatz zugelassen. Im Rennen, das Innes Ireland für das Team Lotus gewann, kam er nur zwei Runden weit, dann musste er mit Motorproblemen aufgeben.
An das Rennen in Stuttgart schlossen sich nach Monteverdis Darstellung einige Bergrennen in Deutschland und in der Schweiz an, bei denen er in seinem Formel-1-Fahrzeug gelegentlich Tagesbestzeiten fuhr. Diese Einsätze sind nicht dokumentiert.
Einige Quellen behaupten, HOBA habe Monteverdi im MBM für den Grossen Preis von Deutschland 1961 gemeldet; in der endgültigen Meldeliste werden das Team und das Auto allerdings nicht geführt.
Letztmals erschien das Auto beim ASC-Rundstreckenrennen am 1. Oktober 1961, das auf dem Hockenheimring stattfand. Monteverdi führte das Rennen zunächst an. In der 11. Runde kam es zu einem Defekt der Ölleitung, wodurch Motoröl auf die Hinterräder gelangte. Monteverdis MBM verlor daraufhin die Strassenhaftung und das Auto wurde von der Fahrbahn geschleudert. Der Wagen hob ab und flog in zehn Metern Höhe gegen Bäume, die am Rand der Strecke standen. Das Auto wurde irreparabel beschädigt, Peter Monteverdi zog sich Brüche am Becken, an der Kniescheibe, an der Nase, am Arm sowie an sechs Rippen zu. Die Genesung zog sich mehrere Monate hin. Monteverdi gab danach den Automobilrennsport auf.

## Verbleib des Wagens
Der MBM Formel 1 wurde nicht wieder aufgebaut. Ende 1961 liess Monteverdi das Wrack in dem Fundament zum Neubau seiner Binninger Werkstatt einbetonieren, um nicht wieder in die Versuchung zu kommen, Autorennen zu fahren. Einige Jahre später liess er einen Nachbau des Formel-1-Fahrzeugs anfertigen, der heute im Binninger Werksmuseum des MBM-Nachfolgers Automobile Monteverdi ausgestellt ist.